# Interscope Records
Interscope Records америчка је дискографска кућа у власништву Universal Music Group-а, преко своје куће Interscope Geffen A&M. Основали су га крајем 1990. Џими Ајовин и Тед Филд као заједничко улагање од 20 милиона долара са Atlantic Records-ом из Warner Music Group-а, а разликовао се од већине дискографских кућа тиме што је дозволио особљу A&R-а да контролише одлуке и омогућио извођачима и продуцентима потпуну креативну контролу. Његови први хитови стигли су за мање од годину дана, а профитабилност је остварила 1993. Председника и извршног директора до маја 2014, Ајовина је наследио Џон Јаник.
Године 1992, Interscope је стекао ексклузивна права на тржиште и дистрибуцију издања од хардкор хип хоп куће Death Row, чији су извођачи били Dr. Dre и Snoop Dogg, одлука која је на крају ставила кућу у центар гангста реп контроверзе средином 1990-их. Као резултат тога, Time Warner, који је власник Atlantic-а, прекинуо је везе са Interscope-ом тако што је 1995. продао својих 50 процената удела Филду и Ајовину за 115 милиона долара. Године 1996, 50% куће је купио MCA Inc., касније познат као Universal Music Group.
Са седиштем у Санта Моници у Калифорнији, списак извођача куће чине Еминем, Лејди Гага, OneRepublic, Blackpink, Dr. Dre, DaBaby, Били Ајлиш, Оливија Родриго, Селена Гомез, Playboi Carti, Кендрик Ламар, Лана дел Реј, Maroon 5, Moneybagg Yo, Гвен Стефани, Rae Sremmurd и U2.